# Fundamento de Esperanto
Le Fundamento de Esperanto (en français : « Fondement de l'espéranto ») est un livre écrit par L. L. Zamenhof en 1905.
Édité au printemps 1905 et officialisé par le 4e article de la Déclaration de Boulogne « Bulonja Deklaracio », puis approuvé le 9 août 1905 lors du premier congrès mondial d'espéranto à Boulogne-sur-Mer, le Fundamento fixe les règles de la langue espéranto en 1905.
Le Fundamento comprend quatre parties : une préface, une grammaire, un recueil d’exercices, et un dictionnaire. Certaines parties du Fundamento sont écrites en 5 langues (le français, l’anglais, l’allemand, le russe et le polonais).

## Histoire
Pour faire le Fundamento, Zamenhof réunit trois livres : Langue Internationale (1887), Ekzercaro (1894) et Universala Vortaro (1893). En 1905, le Fundamento est présenté lors du premier congrès universel à Boulogne-sur-Mer,. Dans la déclaration de Boulogne, le Fundamento est adopté comme fondement intouchable de l’espéranto par l’article 4, qui lui est entièrement consacré,.
« Esperanto havas neniun personan leĝdonanton kaj dependas de neniu aparta homo. Ĉiuj opinioj kaj verkoj de la kreinto de Esperanto havas, simile al la opinioj kaj verkoj de ĉiu alia esperantisto, karakteron absolute privatan kaj por neniu devigan. La sola unu fojon por ĉiam deviga por ĉiuj esperantistoj fundamento de la lingvo Esperanto estas la verketo «Fundamento de Esperanto», en kiu neniu havas la rajton fari ŝanĝon. Se iu dekliniĝas de la reguloj kaj modeloj donitaj en la dirita verko, li neniam povas pravigi sin per la vortoj «tiel deziras aŭ konsilas la aŭtoro de Esperanto». Ĉiun ideon, kiu ne povas esti oportune esprimata per tiu materialo, kiu troviĝas en la «Fundamento de Esperanto», ĉiu esperantisto havas la rajton esprimi en tia maniero, kiun li trovas la plej ĝusta, tiel same, kiel estas farate en ĉiu alia lingvo. Sed pro plena unueco de la lingvo al ĉiuj esperantistoj estas rekomendate imitadi kiel eble plej multe tiun stilon, kiu troviĝas en la verkoj de la kreinto de Esperanto, kiu la plej multe laboris por kaj en Esperanto kaj la plej bone konas ĝian spiriton. »
« L'espéranto n'a pas de législateur personnel et ne dépend d'aucune personne en particulier. Toutes les opinions et les travaux du créateur de l'espéranto ont, comme les opinions et les travaux de tout autre espérantiste, un caractère absolument privé et n'engagent personne. Le seul fondement de la langue espéranto qui lie une fois pour toutes tous les espérantistes est le livre « Fundamento de Esperanto », dans lequel personne n'a le droit d'apporter des modifications. Si quelqu'un s'écarte des règles et des modèles donnés dans l'ouvrage précité, il ne pourra jamais se justifier par les mots « c'est ce que l'auteur d'espéranto souhaite ou conseille ». Toute idée qui ne peut pas être exprimée convenablement avec le matériel qui se trouve dans le « Fundamento de Esperanto », chaque espérantiste a le droit de l'exprimer de la manière qu'il trouve la plus correcte, de la même manière que dans n'importe quelle autre langue. Mais en raison de l'unité complète de la langue, il est recommandé à tous les espérantistes d'imiter autant que possible ce style que l'on retrouve dans les œuvres du créateur de l'espéranto, qui a le plus travaillé pour et en espéranto et en connaît le mieux l'esprit. »
— Paragraphe 4 de la déclaration de Boulogne.
Le caractère inaltérable du Fundamento est également écrit dans sa préface.
« Por ke lingvo internacia povu bone kaj regule progresadi kaj por ke ĝi havu plenan certecon, ke ĝi neniam disfalos kaj ia facilanima paŝo de ĝiaj amikoj estontaj ne detruos la laborojn de ĝiaj amikoj estintaj, — estas plej necesa antaŭ ĉio unu kondiĉo : la ekzistado de klare difinita, neniam tuŝebla kaj neniam ŝanĝebla Fundamento de la lingvo. »
« Pour que la langue internationale puisse progresser correctement et régulièrement et qu'elle ait l'entière certitude qu'elle ne s'effondrera jamais et qu'un pas léger de ses amis du futur ne détruira pas l'œuvre de ses amis du passé, une condition s'impose avant tout : l'existence d'un fondement de la langue clairement défini, qui ne sera jamais touché ni changé. »
— Préface du Fundamento de Esperanto.

## Contenu

L’alphabet de l’espéranto, tel qu’il est présenté dans les ouvrages Langue Internationale et Fundamento de Esperanto.

Le Fundamento comprend quatre parties : une préface (Antaŭparolo), une grammaire en 16 règles et cinq langues (Gramatiko), un recueil d’exercices (Ekzercaro), et un dictionnaire (Universala Vortaro). La préface a été écrite peu avant le congrès de Boulogne, en 1905. Les autres parties étaient déjà écrites, dans des ouvrages parus en 1887 pour la grammaire, 1893 pour le dictionnaire et 1894 pour le recueil d’exercices. La langue n’est codifiée que par la grammaire et le dictionnaire, la préface et le recueil d’exercices n’étant que des applications des deux premières parties. Par ailleurs, dans ces applications se trouvent déjà des écarts vis-à-vis des règles définies dans la grammaire.

## Éditions

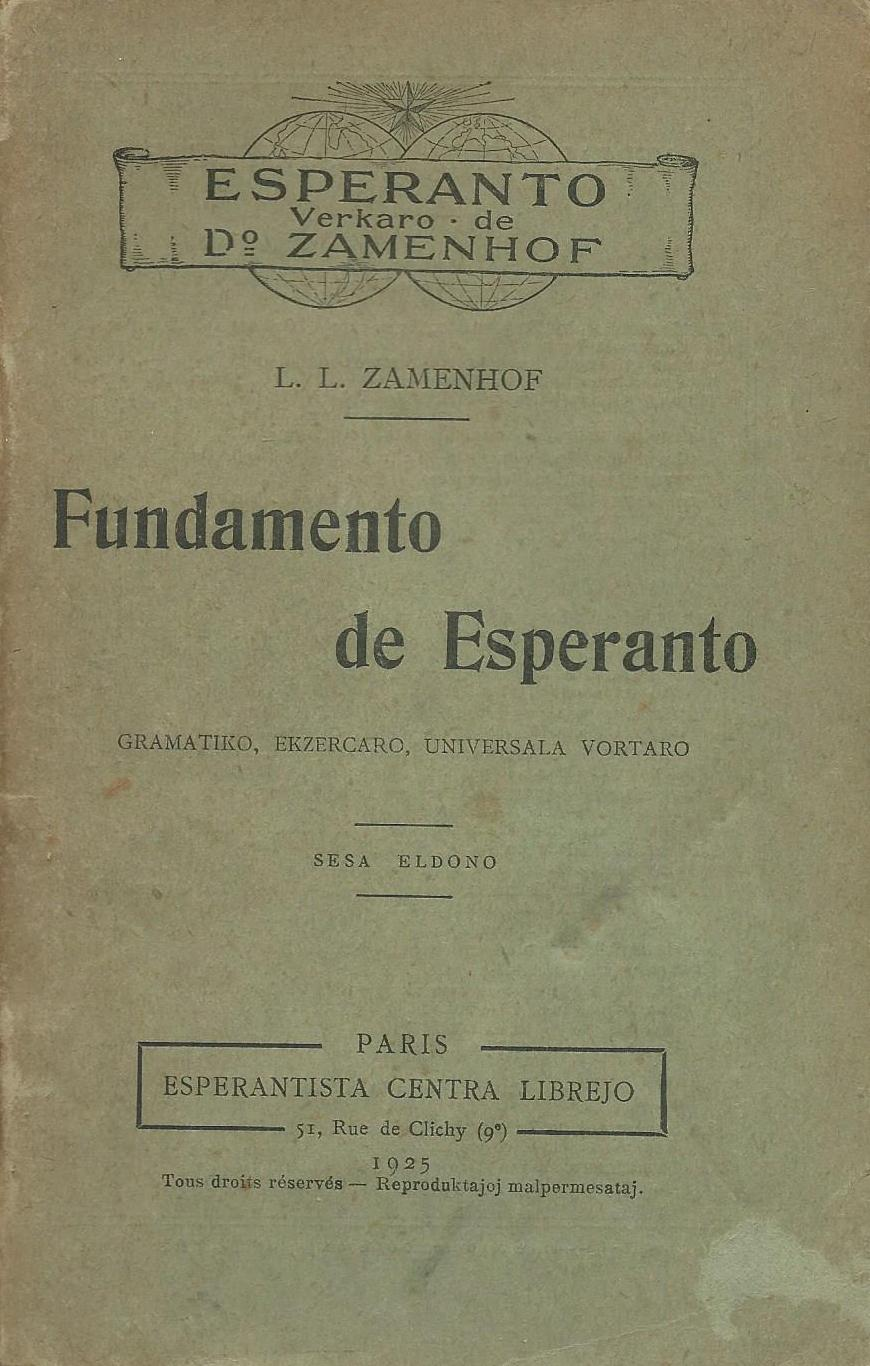
6e édition du Fundamento, 1925.

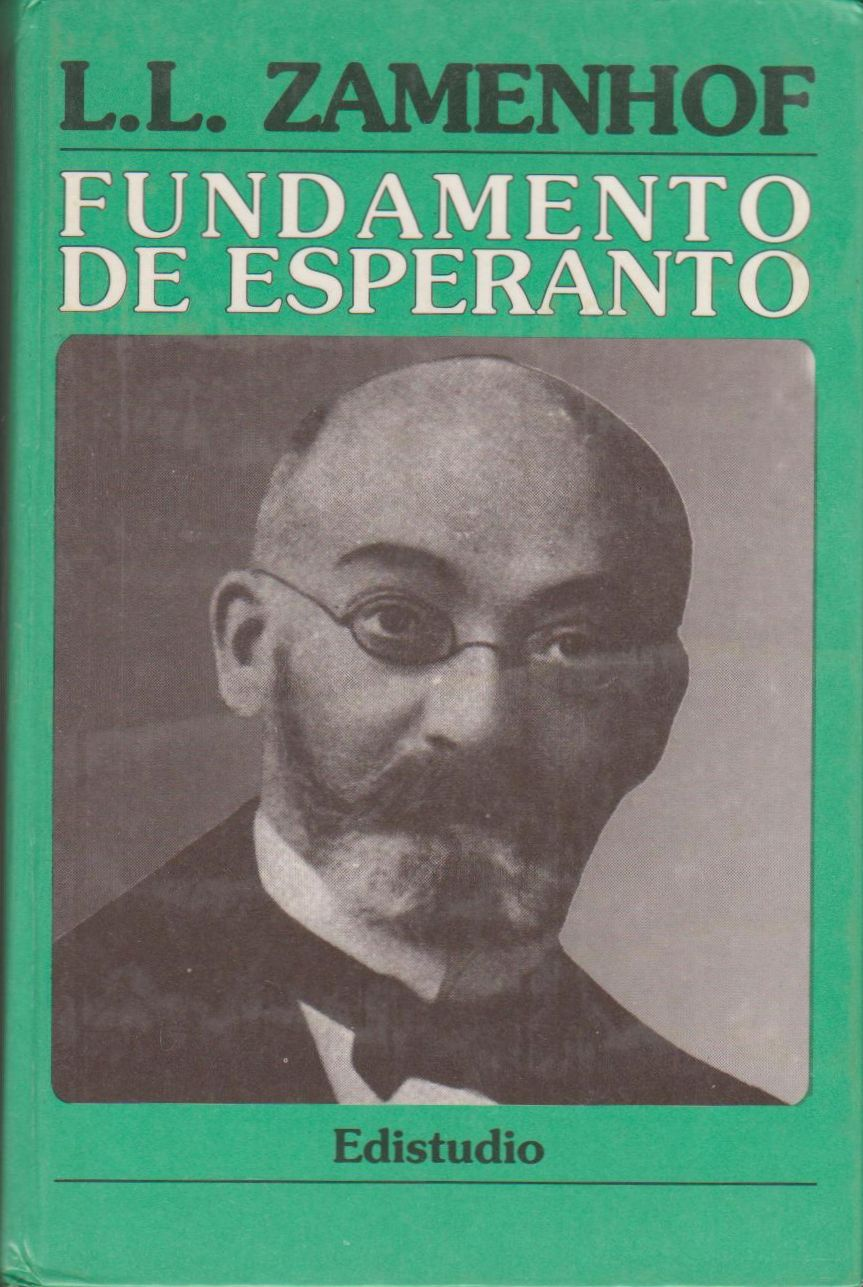
10e-11e édition, 1991-2007.

Le Fundamento dispose dès sa première édition d'une grammaire (gramatiko) en cinq langues (en kvin lingvoj), français, anglais, allemand, russe et polonais et d'un dictionnaire (vortaro) dans ces cinq langues. Onze éditions ou réimpressions ont été publiées ; des traductions dans d'autres langues ont également été éditées, dont certaines assez rapidement (la première en 1907),,.

### Dans les cinq langues initiales
- 1re édition (1905) - (eo) L.L. Zamenhof, Fundamento de Esperanto : gramatiko, ekzercaro, universala vortaro, Paris, Hachette et Cie, 1905, 1re éd., XI+179 p., 18 × 12 cm (lire sur Wikisource, lire en ligne)[E 3].Édité également en Angleterre, Review of Reviews, Londres, au Danemark, Andr.-Fred. Höst & Sons, Copenhague, en Allemagne, Möller & Borel, Berlin, en Espagne, J. Espasa, Barcelone, en Italie, Raffaello Giusti, Livourne, en Pologne, M. Arct, Varsovie, en Suède, Esperantoförening, Stockholm.Grammaire et vocabulaire en cinq langues français, anglais, allemand, russe et polonais.
- 2e édition (1907) - (eo) L.L. Zamenhof, Fundamento de Esperanto : gramatiko, ekzercaro, universala vortaro, Paris, Hachette et Cie, 1907, 2e éd. (1re éd. 1905), XI+26+55+90 p.[E 3].Même coéditions qu'en 1905.
- 3e édition (1908-1909 ?)[E 3].
- 4e édition (1910)[E 3].
- 5e édition (1918) - (eo) L.L. Zamenhof, Fundamento de Esperanto : gramatiko, ekzercaro, universala vortaro, Paris, Office central espérantiste (eo) (ECO), 1918, 5e éd. (1re éd. 1905), XI-26-55-96 p.[E 3].
- 6e édition (1925) - (eo) L.L. Zamenhof, Fundamento de Esperanto : gramatiko, ekzercaro, universala vortaro, Paris, Esperantista Centra Librejo (eo) (ECL), 1925, 6e éd. (1re éd. 1905), XI+183 p.[E 4],[E 3].
- 7e édition (1928)[E 3].
- 8e édition (1931) - (eo) L.L. Zamenhof, Fundamento de Esperanto : gramatiko, ekzercaro, universala vortaro, Paris, Esperantista Centra Librejo (ECL), 1931, 8e éd. (1re éd. 1905), XI+183 p. (lire en ligne)[E 5],[E 3].
- 9e édition (1963) - (eo) L.L. Zamenhof (édition sous la resp. d'André Albault « kun enkondukoj, notoj kaj Lingvaj Rimarkoj de D-ro A. Albault »), Fundamento de Esperanto, Marmande, EFE (Esperantaj Francaj Eldonoj), 1963, 9e éd. (1re éd. 1905).Dans les 9e, 10e et 11e éditions, le fundamento est précédé d'une introduction, notes et remarques linguistiques d'André Albault et suivi de cinq textes (voir détails ci-dessous).
- 10e édition (1991) - (eo) L.L. Zamenhof (édition sous la resp. d'André Albault), Fundamento de Esperanto, Pise, Edistudio, 1991, 10e éd. (1re éd. 1905), 355 p. (ISBN 88-7036-046-6).Le fundamento est précédé d'une introduction, notes et remarques linguistiques d'André Albault (p. 1-39) et suivi de cinq textes : « Akademiaj korektoj de la universala vortaro » [corrections académiques du dictionnaire universel] (p. 237-283), « Plano kaj notoj pri la antaŭparolo » [plan et notes sur la préface} (p. 285-289), « Kompara tesksto de la kvinlingva fundamenta gramatiko » [comparaison de la grammaire de base en cinq langues] (p. 291-303), « Enhavo de la ekzercaro » [contenu du cahier d'exercices] (p. 305-308), « Lingvaj rimarkoj » [remarques linguistiques] (p. 309-343), et d'une bibliographie (p. 345-353).
- 11e édition (2007) - (eo) L.L. Zamenhof (édition sous la resp. d'André Albault), Fundamento de Esperanto, Pise, Edistudio, 2007, 11e éd. (1re éd. 1905), 355 p. (ISBN 88-7036-077-6 et 978-88-7036-077-6, présentation en ligne).

### Autres langues
- (es) L.L. Zamenhof (trad. de l'espéranto par Vicente Inglada ?), Fundamento de Esperanto : gramatiko, ekzercaro, universala vortaro, Paris, Hachette et Cie, 1907, 94 p.[E 3].
  - (es) L.L. Zamenhof (trad. de l'espéranto par Vicente Inglada Ors), Fundamento de Esperanto : gramatiko, ekzercaro, universala vortaro, Paris/Barcelone, Hachette et Cie/Hijos de J. espasa : J. Rosals, 1913, XI+93 p.[E 3].
- (el) L.L. Zamenhof (trad. de l'espéranto par Konstantino Kuluri), Fundamento de Esperanto : gramatiko, ekzercaro, universala vortaro, Paris, Hachette et Cie, 1907, XI+105 p., 17,5 × 11 cm[E 3].
- (it) L.L. Zamenhof (trad. de l'espéranto par Rosa Junck), Fundamento de Esperanto : gramatiko, ekzercaro, universala vortaro, Paris, Hachette et Cie, 1907, IX+93+8 p., 17,5 × 11 cm[E 3],[E 6],[E 7].
- (sk) L.L. Zamenhof (trad. de l'espéranto par A. Ŝkarvan et N.P. Evstifejev), Fundamento de Esperanto : gramatiko, ekzercaro, universala vortaro, Turčianky, 1907, X+110 p., 19 × 12 cm[E 3].
  - (sk) L.L. Zamenhof (trad. de l'espéranto par A. Ŝkarvan et N.P. Evstifejev), Fundamento de Esperanto : gramatiko, ekzercaro, universala vortaro, Chicago, Rovnosti l'udu, 1918, 128 p., 18 × 13 cm[E 3].
- (ro) L.L. Zamenhof (trad. de l'espéranto par Gabriel Robin et David Mitrany), Fundamento de Esperanto : gramatiko, ekzercaro, universala vortaro, Bucarest, Libraria noua carol, 1908, XI+92 p., 17,5 × 11 cm[E 3].
- (hu) L.L. Zamenhof (trad. de l'espéranto par Pál Lengyel (Paul de Lengyel)), Fundamento de Esperanto : gramatiko, ekzercaro, universala vortaro, Budapest, Kókai Lajos, 1909, XI+95 p., 17,5 × 11 cm[E 3].
- (cs) L.L. Zamenhof (trad. de l'espéranto par Eduard Kühnl), Fundamento de Esperanto : gramatiko, ekzercaro, universala vortaro, Prague, librarie F. Topic, 1909, XI+91 p., 17,5 × 11 cm[E 3].
- (ru) L.L. Zamenhof (trad. de l'espéranto), Fundamento de Esperanto : gramatiko, ekzercaro, universala vortaro, Moscou, Revue Posrednik, 1909, 107 p., 20 × 14 cm[E 3].
- (tr) L.L. Zamenhof (trad. de l'espéranto par Ajdina Regno), Fundamento de Esperanto : gramatiko, ekzercaro, universala vortaro, Paris, Hachette et Cie, 1910, 2 vol. : XI+80 et 126 p., 18 × 12 cm[E 3].
- (hy) L.L. Zamenhof (trad. de l'espéranto), Fundamento de Esperanto, t. 1 : Fundamento de Esperanto, fundamenta gramatiko, ekzercaro, Paris, Hachette et Cie, 1911, XI+10+43 p., 20 × 13,5 cm[E 3].
  - (hy) L.L. Zamenhof (trad. de l'espéranto), Fundamento de Esperanto, t. 2 : Universala vortaro de la lingvo Esperanto, Paris, Hachette et Cie, 1912, 51 p., 20 × 13,5 cm[E 3].
- (lad) L.L. Zamenhof (trad. de l'espéranto par Ajdina Regno), Fundamento de Esperanto, t. 1 : Gramatiko, Paris, Hachette et Cie, 1912, 37 p., 20 × 13 cm[E 3].
  - (lad) L.L. Zamenhof (trad. de l'espéranto par Ajdina Regno), Fundamento de Esperanto, t. 2 : Ekzercaro, Aldono, Paris, Hachette et Cie, 1912, 101 p., 20 × 13,5 cm[E 3].
- (fr) L.L. Zamenhof (trad. de l'espéranto), Fundamento de Esperanto : gramatiko, ekzercaro, universala vortaro, Paris, Hachette et Cie, 1913, XI+92 p.Édition ne comportant que la partie française.
- (nl) L.L. Zamenhof (trad. de l'espéranto par Frans Schoofs), Fundamento de Esperanto, Paris/Anvers/La Haye, Esperantista centra librejo/Belga esperantisto instituto/Centra esperanto librejo, 1922, XI+112 p., 17 × 11 cm[E 8],[E 3].
  - (nl) L.L. Zamenhof (trad. de l'espéranto par Frans Schoofs), Fundamento de Esperanto, Paris/Anvers/La Haye, Esperantista centra librejo/Belga esperantisto instituto/Centra esperanto librejo, 1938, XI+112 p., 17 × 11 cm[E 3].
  - (nl) L.L. Zamenhof (trad. de l'espéranto), Fundamento de Esperanto, Anvers, Flandra Esperanto-Ligo, 2005, 135 p. (ISBN 907706619-5 et 978-907706619-5).
  - (nl) L.L. Zamenhof (trad. de l'espéranto par Heidi Goes et Yani K. Wulandari), Fundamento de Esperanto, Bruges, Verda Foliaro, 2017, 97 p. (ISBN 908270280-0 et 978-908270280-4).
- (ja) L.L. Zamenhof (trad. de l'espéranto par Iji Shinbunsha ?), Fundamento de Esperanto, Tokyo, 1926 (lire en ligne).
  - (ja) L.L. Zamenhof (trad. de l'espéranto par Joŝi H. Iŝiguro), Fundamento de Esperanto : gramatiko, ekzercaro, indekso, Tokyo, Hakuōunkwan, 1933, 327 p.[E 9],[E 3].
- (zh) L.L. Zamenhof (trad. de l'espéranto par Li Lok), Fundamento de Esperanto, Canton, Kantona Esperanto Instituto, 1930, 104 p.[E 3].
- (id) L.L. Zamenhof (trad. de l'espéranto par Liem Tjong), Fundamento de Esperanto, Semarang, Indonezia Esperanto Instituto, 1961, 98 p., 19,5 × 15 cm[E 3].

### Éditions
1. ↑  Éditions sur sudoc.abes.fr
2. ↑  Éditions sur worldcat.org
3. 1 2 3 4 5 6 7 8 9 10 11 12 13 14 15 16 17 18 19 20 21 22 23 24 25 26 27 28 29  Édition citée dans la bibliographie des 9e, 10e et 11e éditions du Fondamento, p. 348-349
4. ↑  Couverture de la 6e édition sur commons.wikimedia.org.
5. ↑  Couverture de la 8e édition sur biblio.com.
6. ↑  Couverture de l'édition italienne sur commons.wikimedia.org.
7. ↑  Couverture de l'édition italienne sur alamyimages.fr.
8. ↑  Couverture de l'édition flamande/néerlandaise sur commons.wikimedia.org.
9. ↑  « Un fonds en espéranto à la Bibliothèque Diderot », sur bibulyon.hypotheses.org (consulté le 4 octobre 2023)